# Benelli Armi
La Benelli Armi Spa è un'azienda italiana produttrice di armi da fuoco con sede a Urbino.
Fondata nel 1967, è specializzata nella produzione di fucili semiautomatici per uso venatorio, sportivo e per la difesa ed esporta in 78 Stati del mondo.

## Storia

### Gli inizi
L'azienda nasce nel 1967 per iniziativa di Giovanni Benelli, secondogenito della omonima famiglia. Insieme con il fratello Giuseppe, nel 1911 Giovanni Benelli aveva dato vita alla Benelli Moto. Qualche anno dopo, agli inizi degli anni Venti, ancora giovane si cimenta anche nel campo della produzione armiera costruendo artigianalmente, pezzo per pezzo, una doppietta a cani esterni.
Nel 1941 nella fabbrica pesarese di motociclette viene realizzato il primo semiautomatico calibro 12 con castello in speciale lega leggera a base di alluminio; il fucile è coperto da quattro brevetti.
Giovanni Benelli pensa anche ad una versione calibro 16 del prototipo; doppietta e semiautomatico resteranno però dei prototipi senza mai giungere alla fase della produzione anche se questa fu avviata nel 1960.

### Gli anni Sessanta e il 121: una nuova era
Al 1960 infatti risale la messa a punto del sistema inerziale Benelli, ideato dal meccanico progettista bolognese Bruno Civolani. L'intuizione su cui Benelli scommette è quella appunto di sfruttare l'inerzia delle masse anziché il tradizionale meccanismo a presa di gas, assicurando un cinematismo molto più rapido. La nuova arma sviluppata da questo progetto, come recitava il claim di uno spot degli anni '70, era in grado di sparare cinque colpi in meno di un secondo, dimostrandosi l'automatico più veloce al mondo. Il primo modello prodotto è il 121, considerato il precursore di molte innovazioni tecnologiche e da molti addetti ai lavori ritenuto il miglior semiautomatico mai costruito.  L'idea convince i Benelli, che di lì a poco aprono il nuovo stabilimento della Benelli Armi a Urbino, un capannone incassato in un vallone dove arriva la linea ferroviaria da Fano, perfettamente mimetizzato rispetto allo splendore rinascimentale del nucleo storico urbinate.

### Gli anni Settanta
Con l'introduzione del sistema a svincolo inerziale, sottoposto nel corso degli anni a continue migliorie tecniche, Benelli acquisisce un ruolo fondamentale nell'evoluzione del semiautomatico. Dal capostipite, il 121, discende nel 1978 una nuova serie di semiautomatici: la SL80, che comprende il 121, il 123, lo Special 80 e l'Extra Lusso. Nel 1975 l'azienda approda in Spagna, dove apre uno stabilimento oggi conosciuto sotto il nome BBI (Beretta Benelli Iberica).

### Gli anni Ottanta
Nel 1983 il Benelli Montefeltro (dal nome della regione storica a cavallo tra le Marche, l'Emilia-Romagna e la Toscana e del Duca di Urbino, Federico da Montefeltro); il Benelli Raffaello, omaggio al pittore urbinate Raffaello Sanzio, fucile che vede la luce nel 1987.

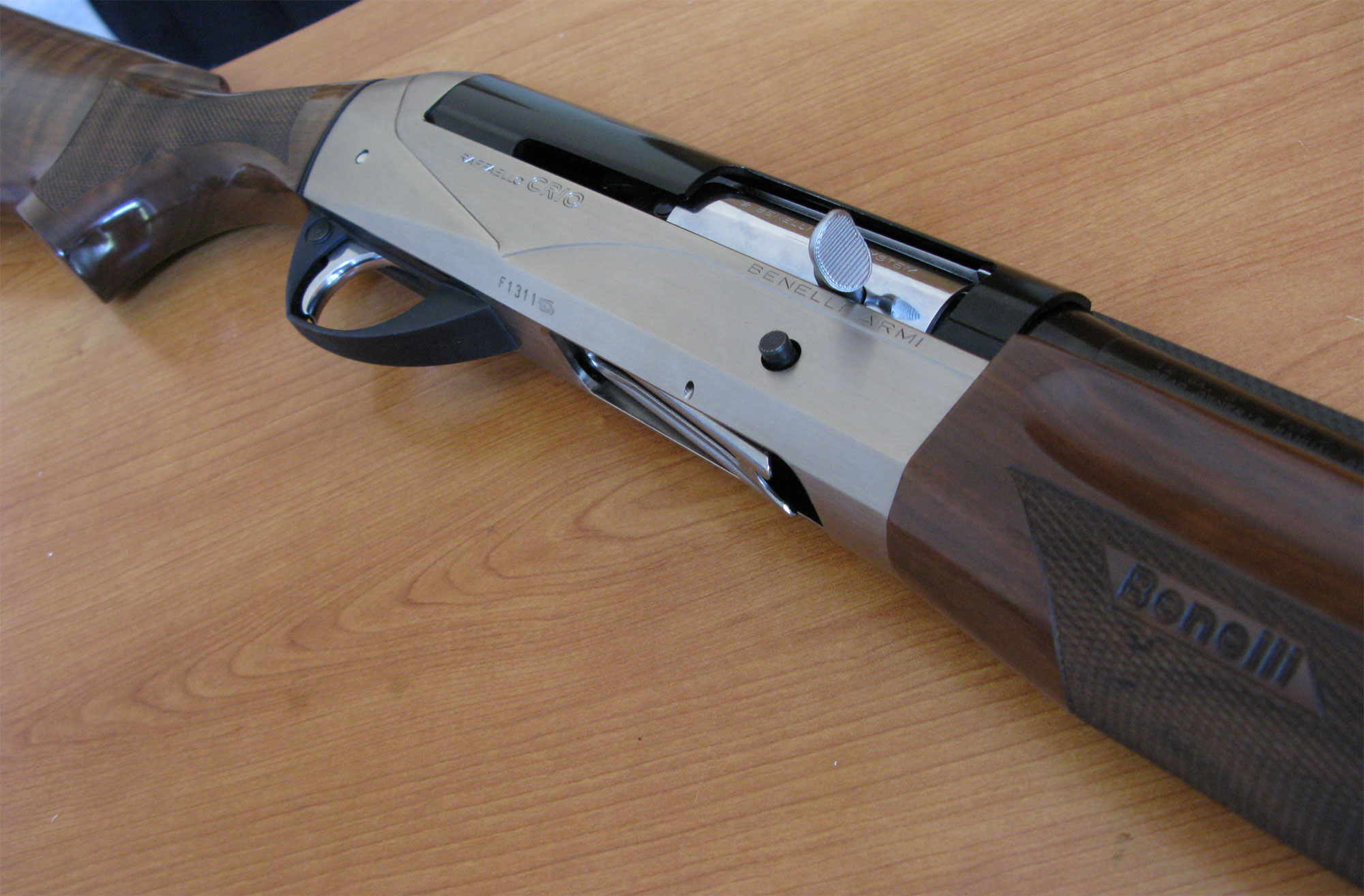
Fucile Benelli Raffaello Crio calibro 12

Gli anni Ottanta, segnano però anche un periodo di svolta. È infatti il 1983 quando la proprietà dell'azienda, dopo una fase di difficoltà, passa dalla famiglia Benelli alla Beretta, dal 1995 Beretta Holding.

### Gli anni Novanta
Nel 1992 viene realizzato il prodotto Super Black Eagle, seguito, nel 1997, dal Centro, un'evoluzione del Super 90. Sempre nel 1997 nella casa urbinate viene introdotto il Banco di prova nazionale, uno strumento che serve a validare i fucili certificandone direttamente in loco la qualità, la sicurezza e la funzionalità. Nello stesso anno apre i battenti la gemella americana dell'azienda, la Benelli Usa.

### Gli anni Duemila: la fornitura ai Marines americani

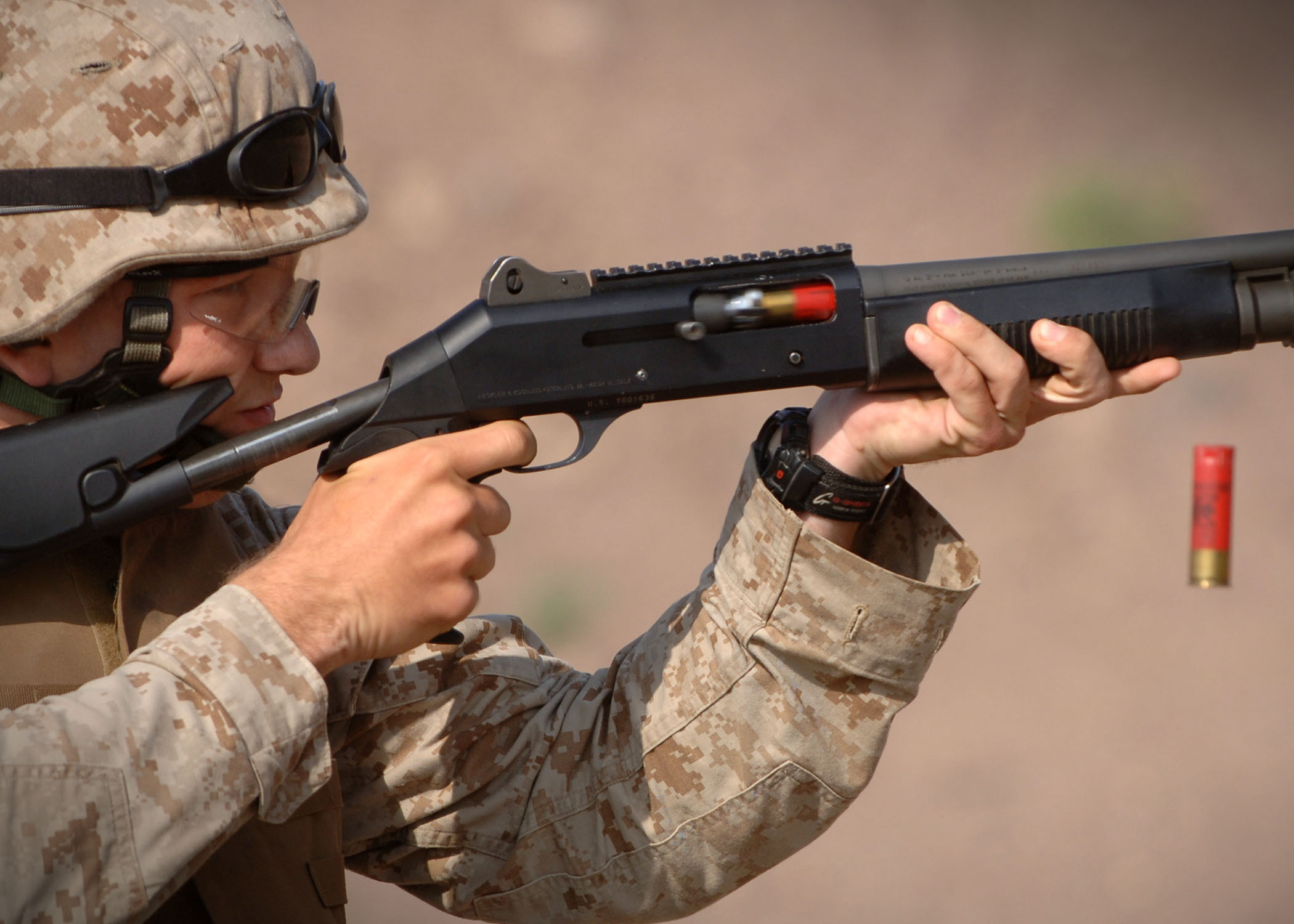
Marine statunitense in addestramento con l'M1014.

Ad inizio anni duemila si verifica la vittoria dell'appalto per la fornitura al Corpo dei Marines americani. È il Benelli M4 Super 90 a convincere i Marines USA grazie alla sua resistenza, al funzionamento a presa di gas (Argo) e alle capacità di adattamento in situazioni estreme. Ad adottarlo sono in realtà tutte le branche dell'esercito, tanto che il semiautomatico va ad integrare tutto il combat shotgun in servizio. Per i 40 anni di attività dell'azienda viene realizzato un fucile chiamato Bimillionaire.

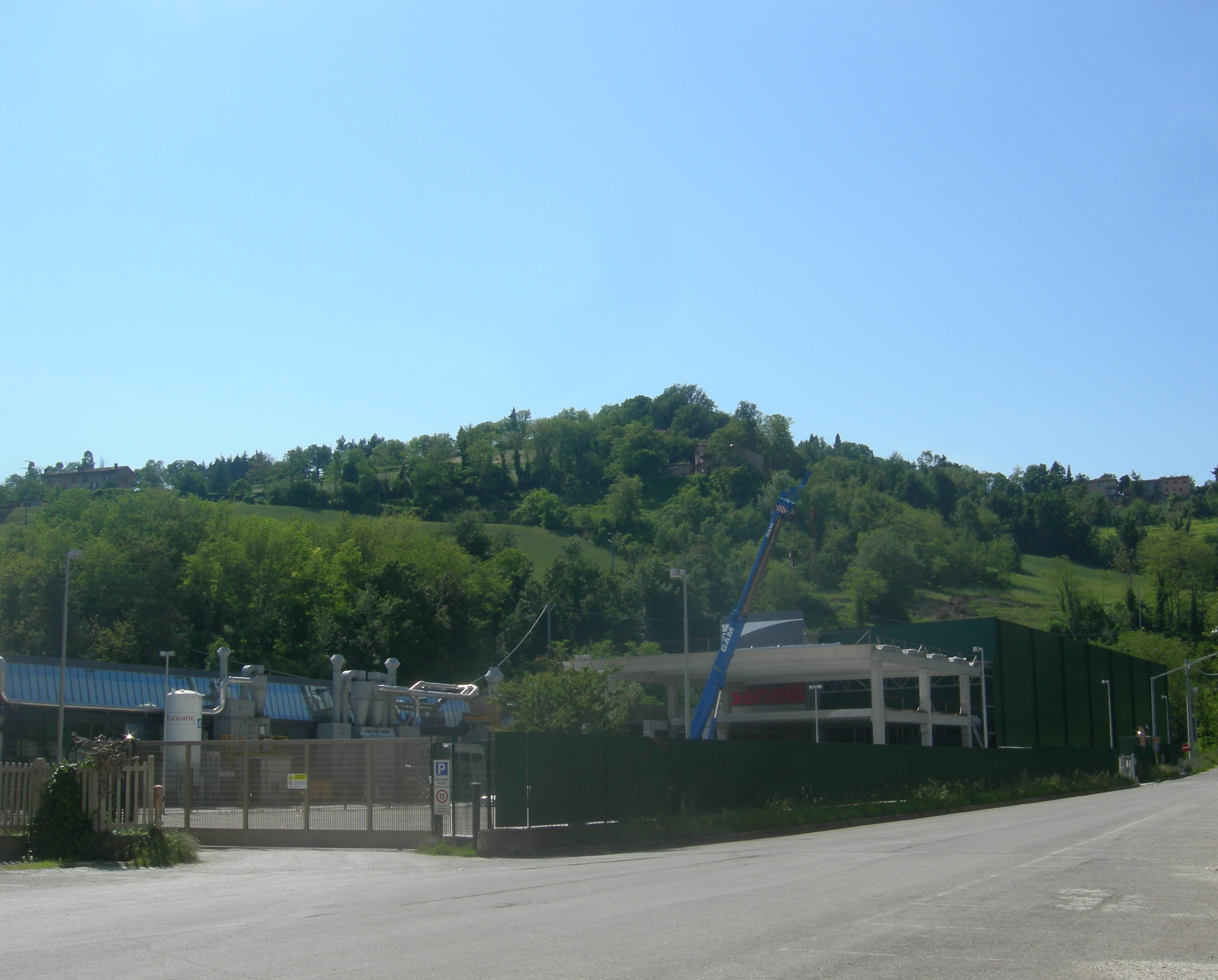
Lo stabilimento Benelli in Urbino

## Lo stabilimento
La Benelli ha sede ancor oggi nella città rinascimentale di Urbino, nelle Marche. Lo stabilimento,  ampliato più volte, è in grado di impiegare 280 dipendenti, con un indotto che coinvolge circa 3.000 addetti.

## Tecnologie e brevetti

### Inerziale
Il sistema inerziale, a firma dell'ingegner Bruno Civolani: risale al 1966, un anno prima che la fabbrica Benelli aprisse. L'intuizione fu quella di sfruttare l'energia del rinculo, grazie all'otturatore che rimane fermo subito dopo lo sparo e che si apre solo quando le pressioni in canna hanno raggiunto valori di sicurezza, per completare i cinematismi necessari al riarmo. Nell'otturatore è presente una robusta molla, appositamente tarata per il lavoro che deve svolgere, che assolve a tutte le funzioni del fucile. L'energia del rinculo viene prima immagazzinata dalla molla e poi riutilizzata per l'estrazione ed espulsione dei bossoli spenti, l'armamento del cane, l'introduzione di una nuova cartuccia, la chiusura dell'otturatore.
La modernità di questo sistema era data in primo luogo dal fatto di conferire all'arma una rapidità fino ad allora sconosciuta, tanto che il record che fu fatto (un cacciatore dipendente dell'azienda fu in grado di sparare nel 1969 cinque colpi in meno di un secondo, il tutto cronometrato da 5 giornalisti) ne conferma la velocità. Inoltre riduceva l'usura del fucile, consentendo al tempo stesso operazioni di pulizia meno frequenti. Infine dotava l'arma di una duttilità estrema nello sparo di una vasta gamma di cartucce.

### Vinci Inertia System
Il brevetto che porta questo nome “firma” un modulo otturatore che raggruppa in un unico insieme tutte le funzioni necessarie per il completo ciclo di riarmo. Rispetto ai tradizionali semiautomatici inerziali Benelli il Vinci Inertia System ha tutta la massa per il funzionamento inerziale concentrata nell'otturatore, che trova posto all'interno del modulo canna. Tutti i particolari che costituiscono il gruppo otturatore e che sono in movimento rispetto all'arma, si muovono assialmente al modulo canna. Ciò consente di avere un miglior bilanciamento ed una maggiore stabilità dell'arma all'atto dello sparo, assicurando maggiore affidabilità di funzionamento grazie alla semplicità del sistema.

### Comfortech System
Il Comfortech System è il primo sistema al mondo capace di assorbire parte dell'energia sprigionata al momento dello sparo. La geometria della calciatura e i materiali utilizzati permettono infatti di contenere l'urto prima che arrivi alla spalla del cacciatore. Consente inoltre di ammorbidire la spinta del rinculo e facilita il raggiungimento di migliori performance di tiro.

### Progressive Comfort
È un sistema utilizzato per la calciatura, l'evoluzione tecnologica del Comfortech System: agisce come un ammortizzatore. Il dispositivo sfrutta la stessa logica del sistema Comfortech, ma permette di avere un fucile molto più confortevole. Progressive Comfort consente infatti di assorbire il rinculo del fucile contro la spalla a seconda della grammatura della cartuccia che si spara. Un sistema altamente sensibile che grazie ad un meccanismo ad alette collegato direttamente al calciolo che si deforma progressivamente, assorbe gran parte dell'energia cinetica sprigionata dopo lo sparo.

### A.R.G.O.
Auto Regulating Gas Operated è il sistema, che presiede al meccanismo di funzionamento a presa di gas, impiegato nei modelli Argo e M4. Costituito da un gruppo a presa di gas contenente un pistone a corsa breve, A.R.G.O. è posto sotto la canna, in prossimità della camera di scoppio, così da sfruttare i gas più caldi e a pressione maggiore. I gas sprigionati dalla canna in questo modo si espandono accelerando la corsa del pistone che va contemporaneamente ad urtare contro il perno di spinta otturatore trasmettendo allo stesso un impulso sufficiente a farlo arrestare. Questo sistema serve a garantire precisione di tiro, affidabilità e durata nel tempo del fucile.

### Crio System
L'impiego della criogenia, trattamento diffuso soprattutto nel settore aerospazioale e in quello della strumentazione chirurgica, riguarda la canna e lo strozzatore dei fucili Benelli, questi componenti vengono trattati termicamente venendo messi all'interno di apposite celle frigorifere. Il Crio system consente di contenere e uniformare le vibrazioni e le dilatazioni al momento dello sparo. L'applicazione di questa tecnica sullo strozzatore serve invece ad evitare la deformazione dei pallini di piombo dovuta alla presenza di addensamenti.

### Shotgun M4
Nel novembre 2024 viene lanciato il primo fucile anti drone, il Shotgun M4, un calibro 12 munito di un sistema brevettato Advanced Impact che aumenta di 20 metri al secondo la velocità della cartuccia sparata, che può colpire fino a 100 metri. Ogni caricatore contiene 6 cartucce.

## Prodotti
Fucili a canna liscia 
- Benelli Serie 121 - semiautomatico
  - Benelli 121/122/123 - 12 e 20 gauge
- Benelli Serie SL80 - 12 e 20 gauge
  - Benelli 121 SL80/123 SL80  12 e 20 gauge
- Benelli  Super      90 - semiautomatico, 12 e 20 gauge
- Benelli M1 Super 90 -  semiautomatico 12 e 20   gauage
- Benelli M2 Super 90 - semiautomatico, 12 e 20 gauge
- Benelli M3 Super 90 - semiautomatico o a pompa, 12 gauge
- Benelli M4 Super 90 - semiautomatico, 12 gauge
- Benelli Raffaello - semiautomatico, 12 gauge
- Benelli Raffaello CrioComfort - semiautomatico, 12 e 20 gauge
- Benelli Raffaello Crio 28 - semiautomatico, 28 gauge
- Benelli Vinci - semiautomatico, 12 gauge
- Benelli Montefeltro - semiautomatico, 12 e 20 gauge
- Benelli Super Black Eagle I - semiautomatico, 12 gauge
- Benelli Super Black Eagle II - semiautomatico, 12 gauge
- Benelli Nova
  - Benelli Nova Tactical - a pompa, 12 e 20 gauge
  - Benelli Nova Field - a pompa, 12 e 20 gauge
  - Supernova - a pompa, 12 gauge
- Benelli 828U -sovrapposto - 12 e 20 gauge

 Fucili 
- Benelli Argo - semiautomatico
  - Benelli Argo Comfortech
  - Benelli Argo EL
  - Benelli Argo Special
  - Benelli Argo Deluxe
- Benelli MR1 - semiautomatico, 5,56 × 45 mm NATO
- Benelli R1

 Pistole semiautomatiche da competizione 
- Benelli MP 90 s - semiautomatico, .22 Long Rifle/.32 S&W Long Wadcutter
- Benelli MP 95 E - semiautomatico, .22 LR/.32 S&W

 Pistole semiautomatiche 
- Benelli B76

 Armi ad aria compressa 
- Benelli Kite - pistola

 Serie Limitate 
Il 1981 segna l'anno di esordio delle prime serie limitate, con le quali Benelli commemora anniversari e importanti avvenimenti. Il primo fucile di questo tipo, realizzato nel quinto centenario dalla morte di Federico da Montefeltro, è il “Federico Duca di Urbino”. Degli 11 esemplari uno viene donato al re di Spagna Juan Carlos. Il 1992 è invece la volta del “Colombo”, prodotto in mille esemplari, dedicato alla scoperta dell'America. Tre anni dopo, siamo nel 1995, la Benelli commemora il Rinascimento, con un semiautomatico che ricorda proprio quella felice fase storica urbinate e che riporta inciso nella carcassa lo stemma del Ducato. Nel trentennale dell'azienda è invece “Giubileo” a celebrare la ricorrenza. Nel 1998 è ancora Federico il protagonista: l'omonimo semiautomatico riproduce infatti un'incisione con l'inconfondibile profilo del Duca. Il 1999 è l'anno del “Millionaire”, voluto per celebrare il milionesimo semiautomatico della casa urbinate, una serie ripresa almeno concettualmente dal “Bimillionaire”, che nel 2007 celebra i 40 anni di attività e i due milioni di fucili prodotti. Nel 2004 Benelli decide di dedicare un pezzo unico a Roberto Baggio. Pensato per celebrare il palmarès del giocatore, il fucile viene denominato “Baggio”. Altro esemplare realizzato in serie limitata, con una tiratura di 350 copie, in calibro 12 e 20, è il “Dynamic”. Gli ultimi pezzi in serie limitata sono la carabina “ArgoE Limited edition”, il “Super Black Eagle II” e il “Raffaello Arabesque” in calibro 12 e 20.

## Curiosità

### Il logo
Nei primi anni a comparire sui fucili e nelle campagne pubblicitarie il logo era un leone, inserito all'interno di una ghirlanda. Negli anni successivi la rappresentazione del logo ha subito modifiche. Dal 1989 il caratteristico fucile semiautomatico stilizzato è diventato il modo di comunicare l'azienda e il suo prodotto. Nelle ultime rivisitazioni il campo di sfondo ha assunto il colore rosso.

### Cinema
I fucili e le pistole Benelli sono protagonisti anche in molte opere cinematografiche. Nel corso degli anni sono numerose le pellicole in cui compaiono le armi della casa urbinate. In “2 Fast 2 Furious” troviamo il Benelli M1 Super 90, semiautomatico dalla canna liscia. La stessa arma compare in “Face/Off”, in “Predator 2”, in “Street Kings”, in “Alien Nation”, in “L.A. Takedown”, in “Marked for Death”, in “The Gataway” e anche in “The Dark Knight”. Nel 1995, per “Batman Forever”, era stato scelta la pistola Benelli MP95E.
Anche la B76, la piccola semiautomatica di casa Benelli, è presente in “Double Team” e “Black Out”. Nel 1990, in “Robocop 2”, compare l'M3. Otto anni più tardi la stessa arma viene scelta per “Blade”. Per il fucile a pompa Benelli i titoli non finiscono qui: lo si ritrova infatti in “Eraser”, in “Mr. & Mrs. Smith” e in “Attack Force”.
L'elenco prosegue con il modello M4: appare nel 2006 in “Miami Vice”, e poi, dopo altri passaggi cinematografici, in “Killers” e in John Wick Capitolo 2 con Keanu Reeves. Il Benelli Nova, fucile usato sia per la caccia sia dalle Forze dell'Ordine, compare nel 2013, in “Fast & Furious 6”.

### Videogiochi
Nel 1998 l'M1 viene scelto per “Jurassic Park: Traspasser” sviluppato dalla DreamWorks Interactive. I prodotti dell'azione compaiono poi in “Rainbow Six”, “Global Operation”, “Combat Arms”, “Aliens: Colonial Marines”, “Resident Evil” e “Resident Evil 2”.

### Sport

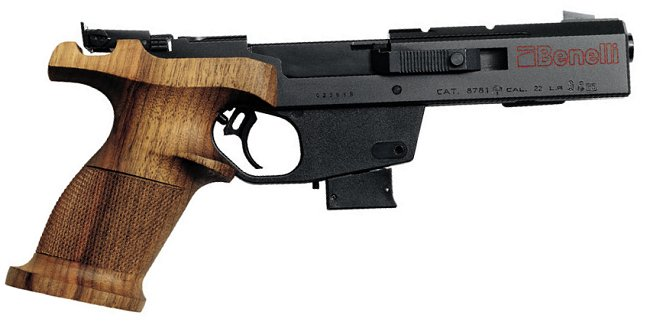
La pistola da tiro sportivo MP 95

Il russo Aleksej Klimov ha conquistato il record olimpico a Londra nel 2012 e per quattro anni consecutivi (dal 2008 al 2011) l'oro nella Coppa del mondo di tiro dai 25 metri impugnando una pistola Benelli MP 90 S WC. Kira Mozgalova vanta nel suo palmares l'oro nella Coppa del mondo di Monaco del 2010; Jasna Šekarić è stata per diversi anni oro nella Coppa del Mondo, argento alle Olimpiadi di Sydney del 2000 e, nel 2013, il bronzo nella finale dei giochi del Mediterraneo in Turchia.
Fanno parte del team Benelli anche Luigi Silvestroni, dal 1998 campione Italiano shotgun a squadre nella categoria Limited Pump e più volte vincitore dell'oro nel Campionato Europeo (categoria manual); Paolo Zambai, vincitore di venti medaglie tra ori e argenti; Davide Cerrato 3º classificato a squadre nella categoria standard ai campionati mondiali di Debrecen; Bruno La Bruna, campione italiano nella categoria Shootgun Modif cal. 12 nel 2013; Alberto Cardinali, vincitore dell'oro nei Campionati italiani del 2003; Dino Briganti, Giancarlo Iori, portacolori della Benelli nella categoria disabili e doppio oro nei Campionati italiani 2010 per il tiro con pistola da fuoco MP 90s. Altri sportivi che fanno parte del team Benelli sono Francesca Cartoni, Mariana Quintanilla, Massimo Ciccioli.